# 布鲁斯舞
布鲁斯舞（英語：Blues dance）也稱為藍調舞，是一系列跟著藍調跳舞的時代性舞蹈，這種舞蹈與藍調一起發展。《業餘舞者》(Amateur Dancer) 雜誌在1991年7/8月刊發了文章《藍調和節奏[[藍調舞蹈》。Mura Dehn在她的紀錄片《靈魂舞蹈》第二章第一部分中使用了 “布鲁斯” (the Blues) 這個名稱來代指許多不同的舞蹈風格。
早期的撒哈拉以南非洲舞蹈評論家经常评论当地没有双人舞，這種舞蹈在許多传统的非洲社会往往被认为是不道德的。在殖民时代末期以前，在撒哈拉以南非洲的丰富的舞蹈種类中似乎没有任何一種一对一、男对女的搭档舞蹈，显然当时它被认为是品味不高的。 在美國白人的舞蹈也随着时间在不停的适应和發展。随着舞蹈的进化，非裔的元素变得越來越正式和削弱，不列颠-欧洲元素则更加流畅和富有節奏。代代相传的舞蹈動作不断地被修改及整合，被新的元素装饰。相似元素的重复循环出现构成了非裔美國舞蹈的大辞典。
在后美國重建時期，随着吉姆·克勞法在南方的通过，與仪式或者宗教有关联的舞蹈也越來越世俗。总的來說，奴隶制度阻碍了特定非洲部落文化的保留，在這段时间里，工人阶级和下层黑人的舞蹈放弃了他们的一些欧美特色。與此同时，“……舞蹈变得更加直立。随着舞蹈越來越多地與性和快樂的自由消费联系在一起，在点唱机酒吧中还有一些公共集体舞蹈的关系，但是舞伴关系早已变得更加孤立和個性化。臀部和骨盆的抖動與暗示更多的是对舞伴而不是对一個社群。 W.C.Handy是最早發表布鲁斯歌曲的作者之一，1905年在密西西比州克利夫兰的一场舞会上，记錄了最早接触布鲁斯的经历，以及舞者对此的反应。

## 布鲁斯舞的歷史
那时候有人让Handy“演奏一些我们本土的音樂”，虽然困惑但是他還是让他的樂队演奏了一曲“南方老旋律”，之后有人问有個本地樂队能不能也演奏几首。這個樂队只有三個部分，一把坏吉他，一把曼陀铃，和一個旧贝斯。(Handy把這個樂队稱作“一個密西西比弦樂队”)這個樂队演奏了“那種來來去去没有清晰的开始，也没有清晰的節奏 的樂曲。這樂曲不难听或者令人讨厌，可能用“挥之不去”形容比较恰当......那些舞者们 都快陷入疯狂了。”Handy也描写了观众对他自己的樂队的反应，他的樂队有小提琴、吉他、低音提琴、单簧管、中音萨克斯風、长号和小号，演奏的是他1909年的作品《Mr Crump》。 「我们都坐在椅子上，我给了一個信号大家就开始演奏了，脚开始拍地。过了一会开始有人在台下边缘跳舞。手在空中挥舞，身体像是在刚果河岸的水草一样摇摆......在附近的办公楼里，白人竖起了耳朵。速记员與老板共舞。每個人都喊着要更多。」 虽然演奏的大多数是Handy在孟菲斯迪克西公园(Dixie Park)为有色人種演奏的one-step，波尔卡，斯科提斯舞曲和华尔兹，他注意到包括威尔·H·泰勒(Will H. Tyler)的《毛利人》(Maori) 在内的出现了哈巴涅拉節奏音樂时观众的反应。“我注意到他对節奏有一種突然的、自豪的、优雅的反应......正如我所观察到的，白人舞者從容地接受了這首曲子。我开始怀疑這節拍有点黑人的味道。”汉迪注意到《La Paloma》中同样的節拍也有类似的反应，于是他将這種節奏融入了他的《St. Louis Blues》、《Memphis Blues》的器樂版本、《Beale Street Blues》 的合唱和其他作品中。
Handy的《Memphis Blues》前四小節结束时，他在K. of P. Hall演唱的“一種带有微妙節奏的意大利高潮”也引起了有色人種舞者的热烈反应。“在演奏过程中，我注意到地板上不时有喊叫声，当我们演奏到曲子的某一点时，爆發出巨大的吼声。我听见他们說:“Set in it”“Set in it! ”另一些人告诉我，演奏這首曲子时在黑人舞者中间听到了欢快的尖叫声。”对于《St. Louis Blues》第一次演奏(1914)时的场景，Handy這样写道：“《Memphis Blues》的節奏比较适合跳one-step和其他的一些舞蹈，当《St. Louis Blues》出 版的时候，探戈正流行。我先安排了一段探戈引子，然后突然变成低沉的布鲁斯，骗过了舞者们。我的眼睛紧张地扫过舞池，然后我就像看到一道闪电击中舞者一样，他们内心的某種东西突然活跃起來。取而代之的是一種渴望生活、渴望张开双臂传播欢樂的天性。” 出生于1915年的著名的Delta布鲁斯樂手Johnny Shines回忆道“大多数时候都是为了舞者演奏 的......他们在那個时候通常跳Two-step以及不少华尔兹。”德克萨斯吉他手、歌手說“至于所谓的布鲁斯，直到1917年左右才出现......在我那個时候，我们拥有的就是舞蹈音樂(music for dancing)，而且是各種各样的音樂。”
Snowden作曲的《Slow Drag Blues》大约于1915-1919年间由Dabney’s Band演奏錄制。 在芝加哥的黑人舞者直到1940年代还在使用“slow dragging”這個名词，然而到了1960年代， “belly-rubbing”开始被广泛接受，到了1970年代，黑人和白人都把這種非常亲密的慢速舞蹈 稱为“slow dancing”。舞伴之间的感情程度通常决定了他们跳得有多近，他们的熟练程度和 步法風格也有很大的不同。
根据Albert Murray的說法，布鲁斯舞的動作與肉欲的放纵无关。“始终保持优雅其实是保持自控。”跳這種風格舞蹈的人不会乱晃他们的身体;它们不会完全对身体失控。失去冷静和控制会使人完全背离這種舞的传统。 事实上，本土舞蹈文化的本质保证了对社会和文化有用或有价值的舞蹈的生存。許多與20世紀20年代流行的布鲁斯歌曲相关的舞蹈的特定舞步被改编成适应爵士樂中的新音樂结构，以及新的舞蹈形式，如Lindy Hop。早期非洲裔美國人的布鲁斯舞在核心動作上非常简单，根据音樂有多種多样的不同诠释，体现了黑人对節奏、動作和旋律的审美，深深地渗透到黑人音樂中。他们通常是简单的one-step或者two-step動作，尽管有些動作可能适应和融入了一些 主流流行舞蹈，布鲁斯舞作为一種独特的舞蹈風格和社会实践，從未像Lindy和Charleston一样成为美國白人特别关注的焦点。

## 非洲裔美國人的民间風格和其他舞蹈
- Ballroom —— 如同 Mura Dehn 在她的紀錄片中一样(现在通常被稱为 Ballrooming)，是由Lindy Hop舞者在Savoy舞厅中跟着布鲁斯音樂跳的慢速舞蹈。它满足了纽约哈莱姆区对慢節奏、流畅、富有節奏的舞蹈的需求，舞蹈中有富有表现力的身体動作，這是欧洲交际舞的直立姿势所不能达到的。

- Fish Tail —— 是一種臀部通过向外、向后和向上（weaving out, back, and up）做类似数字8的動作。尽管這個動作來自非洲，但是用在在把手放在舞伴腰上這種欧洲風格舞蹈时，這個動作被认为是埋汰的，非洲舞蹈蔑视身体接触。

- Funky Butt、Squat、Fish tail 和 Mooche 都是臀部動作。类似的舞蹈在1913年的纽约非常流行。当 Jungles Casino 的舞者——“正式的舞蹈学校 ”“厌倦了两步舞和快步舞......他们会大喊:“我们回家吧!” “我们來做一组”......或者“现在把我们放在巷子里!”在這些乡村舞蹈中，我走的是骡子步，或者說是“跺脚”。钢琴家詹姆斯·p·约翰逊 (James P. Johnson) 說，“這些舞者们 來自南方腹地。”

- Funky Butt —— “嗯，你知道女人有时会把裙子拉起來，露出漂亮的衬裙——有钩边的亚麻细布 —— Funky Butt 就是這样......当 (Big)Sue 來到我父亲的酒吧时，人们会大叫......“做來一個 Funky Butt，宝贝!”她一兴奋起來，就会這么做，撩起裙子，像鳄鱼爬上河岸一样磨屁股。”

- Slow Drag —— 以及衍生的許多舞蹈形式都是在 ragtime 时代被记錄下來的，通常也是和 ragtime 音樂跳的。

- Snake Hips —— 是一種膝盖前后移動的動作，先一個膝盖，然后另一個膝盖，同时双脚保持在一起。就像在Ball the Jack中，膝盖合在一起，從而使髋部旋转。 Strut —— 這種舞蹈動作與南非、加纳和尼日利亚的舞蹈相似，甚至“几乎无法区分”。Strutting 通常和 Cakewalk 联系在一起。“在 Cakewalk 中有很多的 Strut —— 人们就是故意這么 做的——他们真是爱炫耀。”“George "Bon Bon" Walker 就是最好的 Strut舞者之一，真的值得一看，他“把 Strut 融入到了 Cakewalk 中。”

## 布鲁斯舞的美学特征
1. 身体体态和動作看起來健美，接地性好，動作特点在于重心放在前脚掌，膝盖弯曲，臀部后推，胸部向前。
2. 身体表达的不对稱性，叠加性，特点在于身体多個部位的平等使用，并没有那個部位的動作多于另一個，動作可以有多個部位作为發起点，但同时這些動作也有整体性，也有对某一個部位的突出表达和在不同身体部位间活動导致的重心变化。
3. 身体表达的韵律性。布鲁斯舞并不是用身体只表达某一個節奏，而是会同时表达很多種，這些動作可以通过躯干（如胸、肋骨、胯、臀等部位）的部位來表达或强调。
4. 舞者之间的即兴性。舞者本人和舞者之间的即兴主要是基于樂队的節奏部分表达（rhythm section），讓大加自由呈現音樂的調性
5. 对節拍的刻画。布鲁斯舞并不是卡在節奏上而是在節奏之间有延迟。会用对身体的延展和挤压创造出在身体内和在移動中的张力，同时這種张力看起來又很放松。

1. ↑  Mura Dehn 攝製的著名紀錄片，6個小时的影片中包含了從1900到1986年的大量非裔美國社交舞蹈的珍貴片段。